# برينت هاوكس
برينت هاوكس هو قس كندي، ولد في 2 يونيو 1950 في باث في كندا.

## وصلات خارجية
- برينت هاوكس على موقع IMDb (الإنجليزية)